# Michael Seymour (Marineoffizier, 1802)

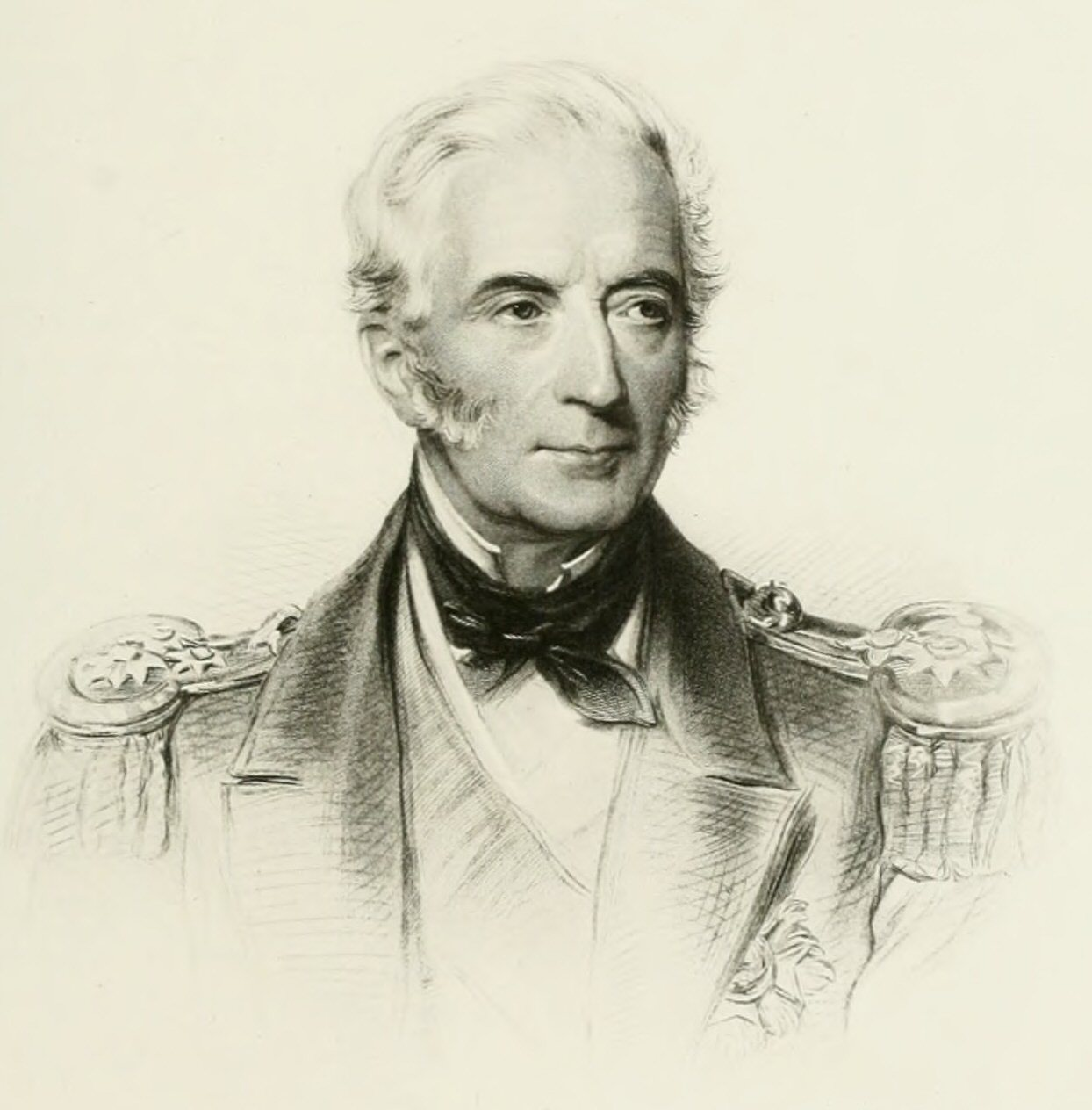
Sir Michael Seymour

Sir Michael Seymour GCB (* 3. Dezember 1802; † 23. Februar 1887 in der Nähe von Horndean) war ein britischer Marineoffizier und Admiral.

## Leben
Er war ein jüngerer Sohn des späteren Admirals Sir Michael Seymour, 1. Baronet, aus dessen Ehe mit Jane Hawker. Bereits als Elfjähriger trat er 1813 in die Royal Navy ein und diente zunächst an Bord des Linienschiffs HMS Hannibal auf dem sein Vater damals Kapitän war. Von 1816 bis 1818 studierte er am Royal Naval College in Portsmouth. 1822 erhielt er erstmals ein eigenes Kommando. Seit 1841 diente er als Kapitän teils im Mittelmeer, teils in Nordamerika und Westindien. 1850 wurde er zum Hafeninspektor in Sheerness und 1851 zum Direktor der Marineinstitute in Devonport ernannt.
Im Februar 1854 wurde er Admiral Sir Charles John Napier als Stabschef für die Ostsee-Expedition im Krieg gegen Russland zur Seite gestellt, während der er bei Kronstadt verwundet und zum Konteradmiral befördert wurde (1854). 1856 erhielt er den Oberbefehl über die Flottenstation in Ostindien und China. Er führte die Operationen an, die aus der Lorcha Arrow-Affäre resultierten. Im Juni 1857 zerstörte er mit seinen Einheiten die chinesische Flotte, nahm im Dezember Kanton ein und eroberte am 20. Mai 1858 die Taku-Festungen in der Nähe von Tientsing. Dadurch zwang er die chinesische Regierung, dem Vertrag von Tientsin zuzustimmen, das zehn weitere chinesische Häfen für den Handel öffnete.
1855 wurde er als Knight Commander des Order of the Bath und 1859 als Knight Grand Cross desselben Ordens ausgezeichnet.
Von 1859 bis 1863 war er als Abgeordneter für Devonport Mitglied des House of Commons. Anschließend führte er bis 1866 das Kommando der britischen Militärstation Portsmouth. 1864 wurde er zum Vizeadmiral ernannt. 1870 schied er im Rang eines Admirals aus dem aktiven Dienst aus.
Aus seiner 1829 geschlossenen Ehe mit Dora Knighton, Tochter des Sir William Knighton, 1. Baronet, hatte er zwei Töchter und einen Sohn. Edward Hobart Seymour, Kommandeur des Kontingents der Vereinigten acht Staaten, der während des Boxeraufstandes in China ebenfalls an den Taku-Forts kämpfte, war sein Neffe.